# Frituras de malanga
Las frituras de malanga son unos buñuelos fritos muy populares en la isla de Cuba. La malanga (Colocasia esculenta) es una planta de hojas anchas y frondosas, cuyo tubérculo es comestible y se usa mucho como ingrediente en la gastronomía cubana. La malanga se recomienda para el dolor estomacal, y las frituras de malanga se consideran un platillo clásico de la isla.

## Elaboración
Para hacer las frituras, el tubérculo de la malanga se pela y se ralla bien fino. El ajo se maja junto con sal gruesa y se mezcla con la malanga. Se pica el perejil, se baten los huevos, y se mezcla todo. En algunos hogares se agrega también cebolla picada, y a veces se condimenta con pimienta negra, aunque no es necesario.
Idealmente, esta masa se va a dejar reposar por aproximadamente 30 min en el refrigerador, ya que así es más fácil luego hacer las bolitas. Se fríen en abundante aceite caliente y cuando se doren se pasan a un papel de cocina. Se deben consumir aún calientes, y si sobra masa aguanta en la nevera hasta el día siguiente, o bien se puede congelar.